# Чемпионат СССР по современному пятиборью 1953
1-й официальный чемпионат СССР по современному пятиборью прошел в Москве с 16 по 20 августа 1953 года и для отечественного пятиборья памятен он тем, что победитель и призёры чемпионата определялись не только в личном, но и в командном зачёте.
Впервые был проведен чемпионат страны среди команд ДСО и ведомств.
На старт соревнований вышли 36 пятиборцев, представлявших команды Советской Армии, «Динамо», «Пищевик», «Медик» и «Урожай».
Главный судья — судья всесоюзной категории О. Н. Логофет.

## Верховая езда
16 августа 1953 года. Станция «Планерная» (Московская область, Химки).
В программу верховой езды входила дистанция 5 км по пересеченной местности. Без штрафных очков дистанцию преодолел Вадим Жданов (Советская Армия-2) его время 10.55,2.
*Результаты. Личное первенство.
| Место | Спортсмен    | Республика спортивное общество | Время   | Результат |
| ----- | ------------ | ------------------------------ | ------- | --------- |
| 1.    | В. Жданов    | Москва · Советская Армия-2     | 10.55,2 | 1162      |
| 2.    | Иван Небабин | Москва · Советская Армия-1     | 11.05,2 | 1137      |
| 3.    | Петр Поляков | Москва · Советская Армия-1     | 11.10,4 | 1124      |

- Результаты. Командное первенство.

| Место | Спортивное общество |
| ----- | ------------------- |
| 1.    | Советская Армия-1   |

## Фехтование
18 августа 1953 года. Москва. Закрытый теннисный корт стадиона «Динамо».
Во второй день чемпионата состоялись соревнования пятиборцев по фехтованию на шпагах. 35 боев (на один укол) должен был провести каждый спортсмен. В личном первенстве успеха добился представитель первой команды «Динамо» перворазрядник В. Вдовиченко. Из 35 поединках он победил в 24, набрав 926 очков. Второе место занял В. Жданов — 23 победы (889 очков), третьим стал Игорь Новиков (Динамо-1) — 22 победы (852 очка).
*Результаты. Личное первенство.
| Место | Спортсмен     | Спортивное общество | Победы | Очки |
| ----- | ------------- | ------------------- | ------ | ---- |
| 1.    | В. Вдовиченко | Динамо              | 24     | 926  |
| 2.    | В. Жданов     | Советская Армия-2   | 23     | 889  |
| 3.    | И. Новиков    | Динамо-1            | 22     | 852  |

- Положение после двух дней. Личное первенство.

| Место | Спортсмен | Спортивное общество | Сумма |
| ----- | --------- | ------------------- | ----- |
| 1.    | В. Жданов | Советская Армия-2   | 2 051 |

- Положение после двух видов. Командное первенство.

| Место | Спортивное общество | Сумма |
| ----- | ------------------- | ----- |
| 1.    | Советская Армия-1   | 5 430 |

## Стрельба
19 августа 1953 года.
В третий день спортсмены состязались в соревнованиях по стрельбе из пистолета. Задача упражнения: поразить на расстоянии 25 метров появляющуюся на 3 сек. мишень. Каждый из участников должен сделать 20 выстрелов по 5 в 4 сериях.
После двух видов верховой езды и фехтования лидировал представитель второй команды Советской Армии Вадим Жданов. К сожалению он не справился с волнением и выступил ниже своих возможностей. Результат Жданова всего 154 очка из 200 возможных. Участник Олимпийских игр 1952 года Игорь Новиков (Динамо-1) из 200 очков выбил 189 и вышел на первое место в общем зачете после трех видов.
*Результаты. Личное первенство.
| Место | Спортсмен    | Республика спортивное общество | Результат | очки |
| ----- | ------------ | ------------------------------ | --------- | ---- |
| 1.    | И. Новиков   | Армянская ССР · Динамо         | 189       | 880  |
| 2.    | Г. Усольцев  | РСФСР · Советская Армия        | 184       | 780  |
| 3.    | Петр Поляков | Москва · Советская Армия       | 183       | 760  |

- Положение после трех видов. Командное первенство.

| Место | Спортивное общество | Сумма |
| ----- | ------------------- | ----- |
| 1.    | Советская Армия-1   | 7 318 |
| 2.    | Советская Армия-2   | 6 790 |
| 3.    | Динамо-2            | 6 023 |

## Плавание
19 августа 1953 года. Химки Водная станция «Динамо».
Пятиборцы состязались в четвёртом виде плавании на дистанции 300 м вольным стилем.
| Место | Спортсмен  | Республика, город | Результат/Очки |
| ----- | ---------- | ----------------- | -------------- |
| 1.    | И. Новиков | Динамо-1          | 4.12,1/940     |
| 2.    | В. Жданов  | Советская Армия-2 | 4.15,9/925     |
| 3.    | А. Дехаев  | Советская Армия   | 4.18,1/925     |

- Положение после 4 видов. Командное первенство.

| Место | Спортивное общество | Сумма |
| ----- | ------------------- | ----- |
| 1.    | Советская Армия-1   | 9 358 |
| 2.    | Советская Армия-2   | 9 299 |
| 3.    | Динамо-1            | 8 365 |

## Бег
20 августа 1953 года. Спортивная база «Планерная» (Московская область, Химки).
В последний пятый день чемпионата СССР по современному пятиборью спортсменам предстояло преодолеть 4 км по пересеченной местности. Но уже до старта было ясно, что первое место и звание чемпиона Советского Союза завоюет Игорь Новиков, опережавший ближайшего соперника почти на 500 очков. Так и случилось. Показав хороший бег Новиков уверено занял первое место.
*Результаты. Кросс. Личное первенство.
| Место | Спортсмен      | Республика спортивное общество   | Результат | очки |
| ----- | -------------- | -------------------------------- | --------- | ---- |
| 1.    | И. Михайлицкий | Грузинская ССР · Советская Армия | 14.06,0   | 1162 |
| 2.    | А. Тарасов     | Ленинград Динамо                 | 14.21,5   | 1115 |
| 3.    | И. Смородинов  | Москва · Пищевик                 | 14.29,6   | 1091 |

## Итоговые результаты. Лично-командное первенство
На этом чемпионате впервые в истории отечественного пятиборья разыгрывалось звание чемпиона СССР в командном первенстве. Впервые обладателями золотых медалей стала команда Советской Армии-1. Армейские пятиборцы продемонстрировали высокое мастерство во всех видах пятиборья и заслуженно стали чемпионами.
| Дисциплина           | Золото                                             | Серебро                                                  | Бронза                                |
| Личное первенство    | Игорь Новиков Динамо-1 4559                        | Петр Поляков Советская Армия-1 4093                      | Иван Небабин Советская Армия-1 4051   |
| Командное первенство | Советская Армия-1 Петр Поляков Иван Небабин 12 188 | Динамо-1 Игорь Новиков В. Вдовиченко К. Сальников 11 488 | Советская Армия-2 Вадим Жданов 11 439 |